# تشارلز هيركيولز غرين
تشارلز هيركيولز غرين (بالإنجليزية: Charles Hercules Green)‏ هو عسكري أسترالي، ولد في 26 ديسمبر 1919 في جرافتون في أستراليا، وتوفي في 1 نوفمبر 1950 في أنجو في كوريا الشمالية.